# Oeceoclades seychellarum
Oeceoclades seychellarum ist eine ausgestorbene Orchideenart, die auf der Seychellen-Insel Mahé endemisch war.

## Merkmale
Oeceoclades seychellarum war eine epiphytische Orchidee mit kriechendem Stamm. Die spitzen, eiförmigen, in Paaren angeordneten Laubblätter waren bis zu 12 cm lang. Die dünnen, bis zu 30 cm langen, Rispen trugen zarte Blüten auf Stielen. Jede Blüte war bis zu 8 mm lang, hatte gelblich-weiße Kron- und Kelchblätter, weiße Lippen, ein paar hellviolette Streifen auf der Blütenröhre und einen kurzen Sporn. Der Mittellappen der Lippe war im Umriss nierenförmig und betrug ein Viertel der Länge der gesamten Lippe. Die Seitenlappen waren an der Triebspitze breit gerundet. Die dünnen Kapseln waren 2 cm lang.  Die vegetativen Merkmale von Oeceoclades seychellarum waren mit denen auf der Insel Madagaskar heimischen Art Oeceoclades lanceata identisch. Unterschiede liegen in den Blütenstrukturen vor, insbesondere in der Form und den Proportionen der Lippe.

## Status
Oeceoclades seychellarum wurde 2011 von der IUCN in die Kategorie „ausgestorben“ (extinct) klassifiziert. Die Art ist nur vom Typusexemplar bekannt, das Hans Paul Thomasset, Eigentümer der Seychelles Coconut and Rubber Company, im Mai 1902 im Cascade Estate auf Mahé gesammelt hatte. Die Typuslokalität ist durch menschliche Besiedelung und invasive Pflanzenarten stark beeinträchtigt worden.

## Systematik
Die wissenschaftliche Erstbeschreibung erfolgte 1928 unter dem Namen Eulophia seychellarum durch Victor Samuel Summerhayes basierend auf der Arbeit des 1921 verstorbenen Botanikers Robert Allen Rolfe. 1957 wurde die Art von Summerhayes in die Gattung Eulophididum gestellt. Der Transfer in die gegenwärtige Gattung Oeceoclades stammt von Leslie Andrew Garay und Peter Taylor aus dem Jahr 1976.